# Oryzomys macconnelli
Euryoryzomys macconnelli là một loài động vật có vú trong họ Cricetidae, bộ Gặm nhấm. Loài này được Thomas mô tả năm 1910.

## Hình ảnh

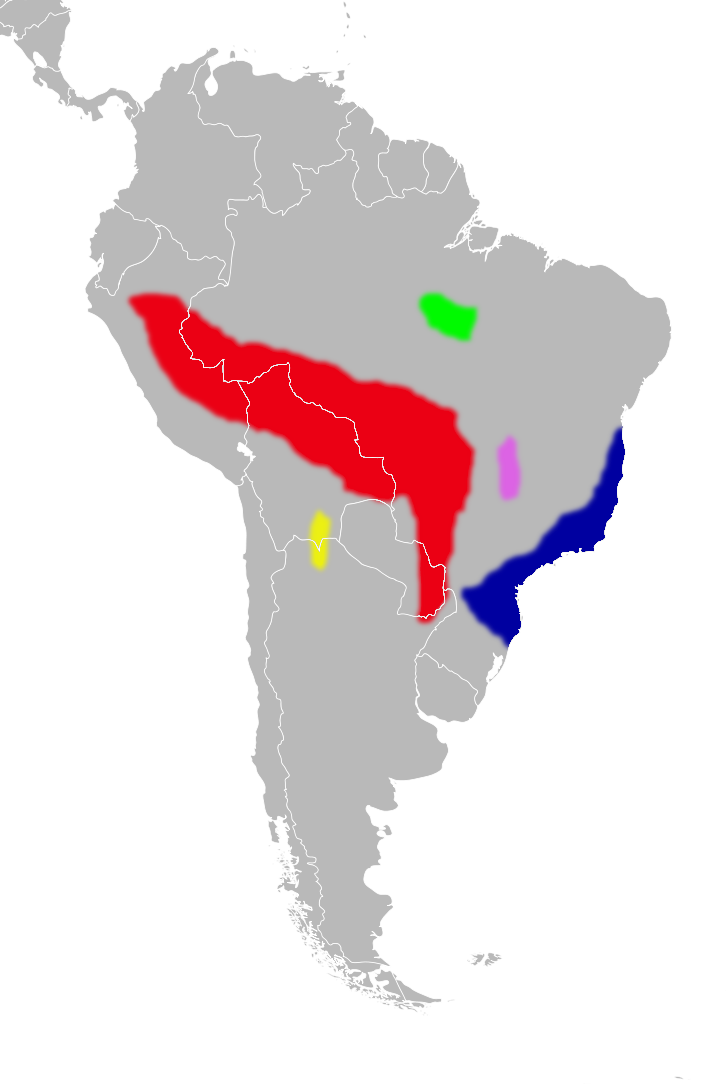